# Royal Society of Victoria

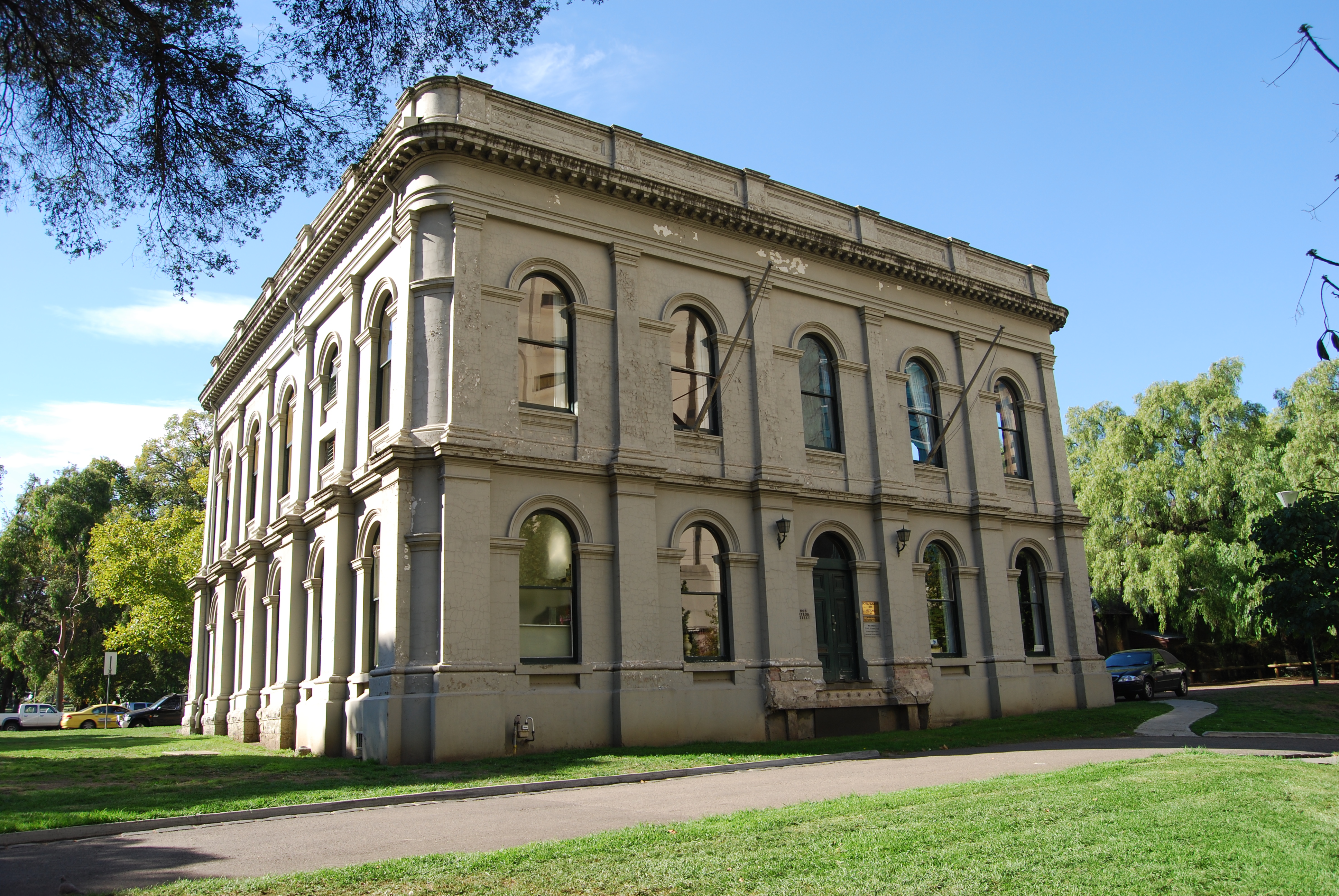
Sede histórica de la Royal Society of Victoria.

La Real Sociedad de Victoria o  Royal Society of Victoria, es la más antigua sociedad científica en el estado de Australia en Australia.
La Royal Society of Victoria (VRS) se formó en 1859 mediante la fusión de la Sociedad Filosófica de Victoria (toma de posesión el presidente capitán Andrew Clarke) y el Instituto Victoria para el Avance de la Ciencia (toma de posesión el presidente de Justicia Sir Redmond Barry ), ambas fundados en 1854 . El primer presidente de la RSV fue el barón Sir Ferdinand von Mueller. En 1860 la RSV organizó la Expedición de Burke y Wills.
La Sociedad ha jugado un papel importante en la vida de Melbourne y Victoria incluyendo el establecimiento del Museo de Melbourne y Parques nacionales, la convocatoria de la primera exploración de la Antártida de Australia en 1885, la organización de la expedición de Burke y Wills, y  crea el Instituto de Ciencias del Mar de Victoria en 1978 ( ahora la Marine and Freshwater Resources Institute a partir de 1996). Sigue siendo activo con reuniones mensuales que a lo largo del año se celebran en su sede histórica en el centro de Melbourne.

## Presidentes
- 1859: Baron Sir Ferdinand von Mueller
- 1860-1863: Sir Henry Barkly
- 1864: Sir Frederick McCoy
- 1865: Rev. Dr John Ignatius Bleasdale
- 1866-1884: Robert L.J. Ellery
- 1885-1900: William Charles Kernot
- 1901: Dr James Jamieson
- 1902: Edward John White
- 1903: John Dennant
- 1904: Sir Walter Baldwin Spencer
- 1905: George Sweet
- 1906: Edward John Dunn
- 1907: Calder E. Oliver
- 1908-1909: Pietro P.G.E. Baracchi
- 1910-1911: Ernest Willington Skeats
- 1912-1913: John Shephard
- 1914-1915: Thomas Sergeant Hall
- 1916-1917: William A. Osborne
- 1918-1919: James A. Kershaw
- 1920-1921: Alfred James Ewart
- 1922-1923: Frank Wisewould
- 1924: Thomas H. Laby
- 1925-1926: Joseph M. Baldwin
- 1927-1928: Wilfred Eade Agar
- 1929-1930: Frederick Chapman
- 1931-1932: Herbert S. Summers
- 1933-1934: William J. Young
- 1935-1936: Norman A. Esserman
- 1937-1938: Samuel M. Wadham
- 1939-1940: Daniel J. Mahony
- 1941-1942: Reuben T. Patton
- 1943-1944: William Baragwanath
- 1945-1946: John King Davis
- 1947-1948: Dermot A. Casey
- 1949-1950: Philip Crosbie Morrison
- 1951-1952: John S. Turner
- 1953-1954: Frank Leslie Stillwell
- 1955-1956: Edwin S. Hills
- 1957-1958: Valentine G. Anderson
- 1959-1960: Geoffrey W. Leeper
- 1961-1962: Richard R. Garran
- 1963-1964: Richard T.M. Pescott
- 1965-1966: John H. Chinner
- 1967-1968: Phillip G. Law
- 1969-1970: Edmund D. Gill
- 1971-1972: Alfred Dunbavin Butcher
- 1973-1974: Sir Robert R. Blackwood
- 1975-1976: James D. Morrison
- 1977-1978: John F. Lovering
- 1979-1980: Lionel L. Stubbs
- 1980-1982: Gordon D. Aitchison
- 1983-1984: David M. Churchill
- 1985-1986: Dr Grisha A. Sklovsky
- 1986-1987: Dr Terence P. O'Brien
- 1987 (Jul-Dec): Dr Grisha A. Sklovsky
- 1988-1990: Dr William R.S. Briggs
- 1991-1992: Dr Graeme F. Watson
- 1993-1994: Dr John W. Zillman
- 1995-1996: Dr Maxwell G. Lay
- 1997-1998: Professor Em. Herbert H. Bolotin
- 1999-2001: Associate Professor Gordon D. Sanson
- 2001-2003: Associate Professor Neil W. Archbold
- 2006-2007: Associate Professor Bruce Livett
- 2007-2010: Professor Graham D. Burrows
- 2010-    : Professor Lynne Selwood

## Publicaciones
- Proceedings of the Royal Society of Victoria. Melbourne : The Society, 1889-  Semiannual. ISSN 0035-9211.  Formerly the Transactions and proceedings of the Royal Society of Victoria